# Дјурков
Дјурков (слч. Ďurkov) насељено је мјесто са административним статусом сеоске општине (слч. obec) у округу Кошице-околина, у Кошичком крају, Словачка Република.

## Становништво
| Година:    | 1994. | 2004.    | 2014.    | 2024.    |
| ---------- | ----- | -------- | -------- | -------- |
| Број људи: | 1333  | 1551     | 1742     | 2066     |
| Разлика:   |       | +16,35 % | +12,31 % | +18,59 % |

| Година:    | 2023. | 2024.   |
| ---------- | ----- | ------- |
| Број људи: | 2041  | 2066    |
| Разлика:   |       | +1,22 % |

Према подацима о броју становника из 2024. године насеље је имало 2066 становника.